# GeeXboX
GeeXboX es una minidistribución de Linux LiveCD instalable que tiene como objetivo convertir la computadora en Centro Multimedia. Está basado en Debian (concretamente en unstable) y corre sobre cualquier computadora x86 o PowerPC, no implicando ningún requisito de software. Puede utilizarse en ordenadores sin disco duro ya que el sistema entero se carga en memoria. También es posible instalarlo, ya sea en un disco local o incluso en un dispositivo de almacenamiento USB.
Extraoficialmente también existe un port de esta distribución compatible con la consola Wii, siendo uno de los primeros reproductores multimedia homebrew que permitieron la reproducción de contenido desde dispositivos de almacenamiento USB en esta consola.

## Características
A pesar del minúsculo tamaño de la imagen ISO (menos de 10 MB), la distribución viene con una detección completa y automática del hardware, no requiriendo ser agregado ningún controlador. Reproduce casi todos los formatos de audio/vídeo, permitiendo cargarlos desde diferentes soportes: CD/DVD, HDD, LAN o Internet. También es capaz de visualizar canales de TV a través de una capturadora.
GeeXboX dispone también de una completa herramienta que permite a los desarrolladores agregar fácilmente características (nuevos idiomas y codecs, por ejemplo) y paquetes adicionales, los cuales no han sido incluidos por defecto para que la distro pueda ejecutarse en ordenadores con poca potencia.
El sistema es compatible con mandos infrarrojos. Una lista de compatibilidad de estos aparatos con Linux puede observarse en el sitio web de LIRC.
Básicamente, cualquier formato que pueda reproducir MPlayer, cualquier tarjeta de sonido compatible con ALSA y cualquier otro dispositivo que sea compatible con el núcleo Linux, funcionará en GeeXbox.

## Futuro
El equipo de desarrollo está trabajando para dotar a su distribución de soporte para HDTV (ya disponible en versiones Beta).
Se está llevando a cabo una remodelación en la interfaz, que le dará un aspecto más pulido a la distribución (gracias a la incorporación del centro multimedia Freevo), pero no estará disponible hasta la versión 2.0 y cabe la posibilidad de que requiera más memoria para funcionar, aunque aún no hay datos precisos.